# Макиевский, Николай Михайлович
Николай Михайлович Макиевский (12 ноября 1941, с. Пархимов, Черниговская область — 16 июля 2004) — государственный деятель Республики Казахстан.

## Биография
Родился 12 ноября 1941 года на Украине, в селе Пархимов Черниговской области.
В 1960 году окончил Остерский строительный техникум, а в 1969 — Павлодарский Индустриальный институт.
Свою трудовую деятельность начал в 1960 году в качестве простого рабочего строительного управления «Павлодарстрой». Затем работал мастером строительного управления, старшим прорабом, главным инженером строительных управлений, главным инженером трестов, управляющим трестов.
В 1983 году Николай Михайлович был назначен заместителем министра, а в 1984 году — министром строительства предприятий тяжелой индустрии Казахской ССР, а в 1986 году — министром строительства Казахской ССР.
В 1988 году был выдвинут на должность заместителя Председателя Совета Министров Казахской ССР — председателя Государственного строительного комитета Казахской ССР.
В 1990 году он возглавил государственную комиссию Казахской ССР и был заместителем Председателя Совета Министров.
Потом стал Заместитель Премьер-Министра — Председатель Государственного комитета Республики Казахстан по чрезвычайным ситуациям.
В его функции входило:
```
- Руководство Государственной комиссией по передислокации высших и центральных государственных органов республики в город Акмолу. 
- Вопросы строительства. 
- Государственный комитет Республики Казахстан по чрезвычайным ситуациям. 
- Вопросы Минстроя, Госгортехнадзора.
```

В 1998 он ушел с государственной службы, был Президент союза строителей Казахстана.
А затем стал диаконом и служил в Свято-Вознесенском соборе до самой своей смерти в 2004 году.